# 전자기파

직선편광된 사인파 형태의 전자기파가 +z 방향으로 전파되고 있다. 이 때 매질은 등방성을 가지며 균질하고, 손실이 없다. 파란 화살표로 표시된 전기장은 ±x 방향으로, 빨간 화살표로 표시된 자기장은 같은 위상으로 ±y 방향에서 진동하고 있다. 이 둘은 항상 서로 90°를 이룬다.

전자기파(電磁氣波, 영어: electromagnetic wave), 전자파(電磁波) 또는 전자기복사(電磁氣輻射, 영어: electromagnetic radiation, EMR)는 전자기장의 흐름에서 발생하는 일종의 전자기 에너지이다. 즉 전기가 흐를 때 그 주위에 전기장과 자기장이 동시에 발생하는데, 이들이 주기적으로 바뀌면서 생기는 파동을 전자기파라고 한다. 가시광선도 전자기파에 속하며 전파, 적외선, 자외선, X선 같은 전자기파들은 우리 눈에 보이지 않는다.
고전 역학에서 전자기복사는 동시에 진자기복사의 효과는 복사의 일률(Power)과 진동수에 의존한다. 가시광선이나 더 파장이 큰 전자기복사의 경우 세포나 다른 물질에 가해지는 피해는 주로 일률(Power)에 의해 결정되며 이는 수많은 광자들이 합산된 에너지로부터의 가열에 의한 것이다. 반면에 자외선이나 더 에너지가 큰 전자기복사의 경우 화학적 물질이나 살아있는 세포는 단순한 가열에 의한 피해보다 더 막대한 피해를 입게된다. 높은 에너지의 광자의 경우 개개의 광자들이 분자에 직접적인 영향을 주기 때문이다.

## 물리학

위 그림은 빛의 세가지 다른 색(파랑, 초록, 빨강)의 상대적인 전자기파의 파장을 보여준다. x축의 단위는 마이크로미터이다.

### 이론

#### 맥스웰 방정식
맥스웰은 전기장과 자기장의 파동 방정식을 유도하여 전기장과 자기장의 파동적인 성질을 밝혀내었으며 그들의 대칭성 또한 발견해냈다. 파동 방정식에 의해 예측된 전자기파의 속력은 측정된 빛의 속력과 일치했기 때문에 맥스웰은 빛이 전자기파라고 결론지었다. 맥스웰 방정식은 헤르츠의 라디오파에 대한 실험을 통해 입증되었다.
맥스웰 방정식에 따르면 공간적으로 변하는 전기장은 항상 시간에 따라 변하는 자기장과 관련이 있고, 마찬가지로 시간적으로 변하는 자기장도 공간에 따라 변하는 전기장과 관련이 있다. 전자기파에서 전기장의 변화는 한 방향의 자기장을 동반하며 그 반대도 성립한다. 둘 사이의 이런 관계는 둘 중 하나가 다른 것을 유도시키는 것이 아니라 시간과 공간처럼 둘의 변화는 동시에 일어나며 특수 상대성 이론에 깊게 관련이 있다. 사실 자기장은 전기장의 상대론적인 왜곡이라고 볼 수 있으며 둘의 관계는 시간과 공간의 변화에 대한 비유 그 이상일 수 있다. 둘은 함께 전자기파를 형성하며 이것은 공간으로 뻗어나가며 그 근원에는 영향을 끼치지 않는다. 이렇게 가속되는 전하에 의해 형성된 전자기파 원거리장은 공간을 통해 전달된다.

#### 근거리장과 원거리장
맥스웰 방정식은 전하들과 전류들이 그들 근처에서의 특정한 형태의 전자기장을 발생시킨다는 것을 보여준다. 또한 이것은 전자기복사와는 다르게 행동한다. 전류는 직접적으로 자기장을 형성하며 이는 전류로부터 거리가 멀어질수록 세기가 약해지는 자기쌍극자 같은 형태이다. 비슷한 방식으로 도체에서 전압차에 의해 움직이는 전하는 전기쌍극자 형태의 전기장을 형성하며 이 또한 거리에 따라 감소한다. 이들이 근거리장을 형성하게 된다. 이들 중 어떤것도 전자기복사를 이루지 않는다. 대신, 변압기안에서 전자기 유도나 금속 탐지기의 코일 근처에서 일어나는 현상처럼 그 근원(움직이는 전하 혹은 전류)근처에서 전력을 전달하는 특정 전자기장의 행동과 관련이 있다. 보통 근거리장은 그들의 근원지에 엄청난 영향을 미친다. 전자기장에서 수용체(receiver)로 에너지가 전달될 때마다 근원지 또는 전달체(transmitter)의 전기적 부하는 증가(리액턴스는 감소)된다. 그렇지만 외부 공간으로 이들이 뻗어나가지는 않으며 대신 수용체가 없는 경우 다시 에너지를 전달체에 되돌려보내는 식으로 진동하게 된다.
반면에 원거리장은 전달 매체 없이 전달되는 복사이며 즉, 이런 원거리장이 생성되려면 근원지에서 이 장을 공간으로 멀리 내보내기 위한 에너지가 필요하다. 이런 전자기장에서 근원지로부터 멀리 떨어진 부분을 전자기복사라고 부른다. 이 원거리장은 그 근원과의 상호작용 없이 뻗어 나간다. 이들은 전달체(근원)나 수용체와는 독립적으로 고유의 에너지라는 것이 존재한다는 점에서 독립적인 존재이다. 일반적으로 이런 파동은 아무런 장애물이 없을시 근원지로부터 구의 형태로 모든 방향으로 뻗어나가게 된다. 따라서 그 구 위의 한점에 도달하는 전자기복사의 에너지는 역제곱 법칙을 따르게 된다. 이는 근원지에 가까운 근거리장과는 상반된다. 근거리장은 역세제곱 법칙을 따라 에너지가 전달되며 따라서 거리가 멀어질수록 에너지를 보존시켜 전달하지 못한다. 즉, 거리가 멀어질수록 전달되는 에너지는 적어지며 손실된 에너지는 다시 근원지로 되돌아가거나 근처의 수용체(변압기의 두 번째 코일 등)에 전달된다.
원거리장(전자기복사)과 근거리장은 발생 매커니즘이 다르며 맥스웰 방정식의 서로 다른 항을 만족시킨다. 근거리장의 자기장 부분은 근원지의 전류에 기인한 것인 반면 전자기복사의 자기장은 오직 전기장의 국소적인 변화에만 기인한다. 비슷한 방식으로 근거리장의 전기장 부분은 근원지의 전하 분포에 기인하는 반면 전자기복사의 전기장 부분은 국소적인 자기장 변화에 기인한다. 전자기복사의 전기장 자기장을 발생시키는 과정과 근거리장의 전기장 자기장을 발생시키는 과정은 거리에 대한 의존성이 서로 다르다. 이때문에 근원지에서 충분히 멀 때 근거리장보다 전자기복사가 더 많은 양의 에너지를 전달할 수 있는 것이다. 여기서 충분히 멀다는 것은 근원지에서 전기적 포텐셜이 변하고 전류가 변하여서 바깥으로 뻗어나가는 다른 위상의 전자기장(electromagnetic field)을 발생시키게 될 때까지 걸리는 시간동안 그 전에 발생하여 이미 뻗어나간 전자기장이 빛의 속도로 전파되어 도달하게 된 거리를 의미한다.

### 입자설과 양자이론

원형편광된 전자기파에서 전기장과 자기장이 서로 바뀌는 모습.

흑체복사로부터 자외선 파탄이 19세기 후반에 발견됨에 따라 빛의 파동성에 의문이 제기된다. 1900년에 막스 플랑크는 흑체 복사의 스펙트럼을 설명하기 위해 새로운 이론을 제안한다. 플랑크는 이 이론에서 흑체가 방사하는 빛이 불연속적인 에너지 묶음을 가진다고 주장했다. 이 불연속적인 에너지 묶음은 이후 양자라 명명되고, 1905년에 알베르트 아인슈타인은 이 빛의 양자적 성질을 입자로 해석할 것을 제안한다. 이 입자는 후에 광자라는 이름이 붙게 된다. 광자의 에너지 E는 그 진동수 f에 따라 다음과 같이 서술될 수 있다.
{\displaystyle E=hf={\frac {hc}{\lambda }}\,\!}
여기서 h는 플랑크 상수, {\displaystyle \lambda }는 빛의 파장, c는 빛의 속력을 의미한다. 이 방정식은 플랑크-아인슈타인 관계식이라 불린다.
이와 유사하게 빛의 운동량 p 역시 진동수에 비례하여 다음의 값을 가지게 될 것이다.
{\displaystyle p={E \over c}={hf \over c}={h \over \lambda }}
원자가 광자를 흡수하면 그 전자는 더 높은 에너지 준위로 이동하여 원자는 전체적으로 들뜬 상태가 된다. 이 들뜬 상태의 전자가 낮은 에너지 준위로 떨어질 때 그 에너지 준위의 차이만큼 빛의 형태로 발산하게 된다. 그러나 전자의 에너지 준위가 불연속적이기 때문에, 원자는 특정 파장의 빛만 흡수하거나 방출할 수 있다. 다른 광자에 의해 촉발되는 빛의 방사현상을 형광이라고 한다. 자외선을 쬐면 빛을 내는 형광 페인트가 가장 대표적인 예시가 된다. 반면 물체에 빛을 쬔 이후 조사하던 빛을 제거하여도 스스로 빛을 내는 성질을 인광이라 한다.

## 같이 보기
- 볼로미터
- 전자기 펄스
- 전자기파와 건강
- 중력파